# Liste der Nummer-eins-Hits in Schweden (2008)
Dies ist eine Liste der Nummer-eins-Hits in Schweden im Jahr 2008. Sie basiert auf den offiziellen Single und Album Top 60, die im Auftrag der Grammofon Leverantörernas Förening (GLF), dem schwedischen Vertreter der International Federation of the Phonographic Industry, erstellt werden. Es gab in diesem Jahr 22 Nummer-eins-Singles und 26 Nummer-eins-Alben.

## Singles
| ← 2007 ← | Liste der Nummer-eins-Hits in Schweden | Liste der Nummer-eins-Hits in Schweden | Liste der Nummer-eins-Hits in Schweden | 2009 →                    |
| \| Zeitraum \| Wo. ges. \| Interpret \| Titel Autor(en) \| Zusätzliche Informationen \| \| (Zeitraum, Wochen auf Platz eins, Interpret, Titel, Autor[en], zusätzliche Informationen) \| \| \| \| \| \| ----------------------------------------------------------------------------------------- \| -------- \| ------------------ \| ------------------------------ \| ------------------------- \| \| 27. Dezember 2007 – 6. Februar 2008 6 Wochen \| 6 \| E.M.D. \| All for Love \| – \| \| 7. Februar 2008 – 12. März 2008 5 Wochen \| 5 \| Amanda Jenssen \| Do You Love Me \| – \| \| 13. März 2008 – 16. April 2008 5 Wochen \| 5 \| Charlotte Perrelli \| Hero \| – \| \| 17. April 2008 – 28. Mai 2008 6 Wochen \| 6 \| E.M.D. \| Jennie Let Me Love You \| – \| \| 29. Mai 2008 – 4. Juni 2008 1 Woche \| 1 \| Frans feat. Elias \| Fotbollsfest \| – \| \| 5. Juni 2008 – 11. Juni 2008 1 Woche \| 1 \| Sabaton \| Cliffs of Gallipoli \| – \| \| 12. Juni 2008 – 18. Juni 2008 1 Woche \| 1 \| Markoolio \| Sverige, det bästa på vår jord \| – \| \| 19. Juni 2008 – 25. Juni 2008 1 Woche (insgesamt 4) \| 4 \| Jason Mraz \| I’m Yours \| – \| \| 26. Juni 2008 – 2. Juli 2008 1 Woche \| 1 \| Rednex \| Football Is Our Religion \| – \| \| 3. Juli 2008 – 23. Juli 2008 3 Wochen (insgesamt 4) \| 4 \| Jason Mraz \| I’m Yours \| – \| \| 24. Juli 2008 – 30. Juli 2008 1 Woche \| 1 \| Takida \| Curly Sue \| – \| \| 31. Juli 2008 – 6. August 2008 1 Woche \| 1 \| Emilia de Poret \| Pick Me Up \| – \| \| 7. August 2008 – 13. August 2008 1 Woche (insgesamt 4) \| 4 \| Katy Perry \| I Kissed a Girl \| – \| \| 14. August 2008 – 27. August 2008 2 Wochen \| 2 \| The Poodles \| Raise the Banner \| – \| \| 28. August 2008 – 3. September 2008 1 Woche \| 1 \| Marie Fredriksson \| Där du andas \| – \| \| 4. September 2008 – 24. September 2008 3 Wochen (insgesamt 4) \| 4 \| Katy Perry \| I Kissed a Girl \| – \| \| 25. September 2008 – 1. Oktober 2008 1 Woche (insgesamt 2) \| 2 \| Lena + Orup \| Nu når du gått \| – \| \| 2. Oktober 2008 – 8. Oktober 2008 1 Woche \| 1 \| E.M.D. \| Alone \| – \| \| 9. Oktober 2008 – 15. Oktober 2008 1 Woche (insgesamt 2) \| 2 \| Lena + Orup \| Nu når du gått \| – \| \| 16. Oktober 2008 – 22. Oktober 2008 1 Woche \| 1 \| Britney Spears \| Womanizer \| – \| \| 23. Oktober 2008 – 29. Oktober 2008 1 Woche \| 1 \| Martin Stenmarck \| A Million Candles Burning \| – \| \| 30. Oktober 2008 – 5. November 2008 1 Woche \| 1 \| Per Gessle \| Silly Really \| – \| \| 6. November 2008 – 3. Dezember 2008 4 Wochen \| 4 \| Beyoncé \| If I Were a Boy \| – \| \| 4. Dezember 2008 – 17. Dezember 2008 2 Wochen \| 2 \| Danny \| Radio \| – \| \| 18. Dezember 2008 – 15. Januar 2009 4 Wochen (insgesamt 5) \| 5 \| Kevin Borg \| With Every Bit of Me \| – \| |                                        |                                        |                                        |                           |
| ← 2007 |                                        |                                        |                                        | → 2009 →                  |
| Zeitraum | Wo. ges.                               | Interpret                              | Titel Autor(en)                        | Zusätzliche Informationen |
| (Zeitraum, Wochen auf Platz eins, Interpret, Titel, Autor[en], zusätzliche Informationen) |                                        |                                        |                                        |                           |
| 27. Dezember 2007 – 6. Februar 2008 6 Wochen | 6                                      | E.M.D.                                 | All for Love                           | –                         |
| 7. Februar 2008 – 12. März 2008 5 Wochen | 5                                      | Amanda Jenssen                         | Do You Love Me                         | –                         |
| 13. März 2008 – 16. April 2008 5 Wochen | 5                                      | Charlotte Perrelli                     | Hero                                   | –                         |
| 17. April 2008 – 28. Mai 2008 6 Wochen | 6                                      | E.M.D.                                 | Jennie Let Me Love You                 | –                         |
| 29. Mai 2008 – 4. Juni 2008 1 Woche | 1                                      | Frans feat. Elias                      | Fotbollsfest                           | –                         |
| 5. Juni 2008 – 11. Juni 2008 1 Woche | 1                                      | Sabaton                                | Cliffs of Gallipoli                    | –                         |
| 12. Juni 2008 – 18. Juni 2008 1 Woche | 1                                      | Markoolio                              | Sverige, det bästa på vår jord         | –                         |
| 19. Juni 2008 – 25. Juni 2008 1 Woche (insgesamt 4) | 4                                      | Jason Mraz                             | I’m Yours                              | –                         |
| 26. Juni 2008 – 2. Juli 2008 1 Woche | 1                                      | Rednex                                 | Football Is Our Religion               | –                         |
| 3. Juli 2008 – 23. Juli 2008 3 Wochen (insgesamt 4) | 4                                      | Jason Mraz                             | I’m Yours                              | –                         |
| 24. Juli 2008 – 30. Juli 2008 1 Woche | 1                                      | Takida                                 | Curly Sue                              | –                         |
| 31. Juli 2008 – 6. August 2008 1 Woche | 1                                      | Emilia de Poret                        | Pick Me Up                             | –                         |
| 7. August 2008 – 13. August 2008 1 Woche (insgesamt 4) | 4                                      | Katy Perry                             | I Kissed a Girl                        | –                         |
| 14. August 2008 – 27. August 2008 2 Wochen | 2                                      | The Poodles                            | Raise the Banner                       | –                         |
| 28. August 2008 – 3. September 2008 1 Woche | 1                                      | Marie Fredriksson                      | Där du andas                           | –                         |
| 4. September 2008 – 24. September 2008 3 Wochen (insgesamt 4) | 4                                      | Katy Perry                             | I Kissed a Girl                        | –                         |
| 25. September 2008 – 1. Oktober 2008 1 Woche (insgesamt 2) | 2                                      | Lena + Orup                            | Nu når du gått                         | –                         |
| 2. Oktober 2008 – 8. Oktober 2008 1 Woche | 1                                      | E.M.D.                                 | Alone                                  | –                         |
| 9. Oktober 2008 – 15. Oktober 2008 1 Woche (insgesamt 2) | 2                                      | Lena + Orup                            | Nu når du gått                         | –                         |
| 16. Oktober 2008 – 22. Oktober 2008 1 Woche | 1                                      | Britney Spears                         | Womanizer                              | –                         |
| 23. Oktober 2008 – 29. Oktober 2008 1 Woche | 1                                      | Martin Stenmarck                       | A Million Candles Burning              | –                         |
| 30. Oktober 2008 – 5. November 2008 1 Woche | 1                                      | Per Gessle                             | Silly Really                           | –                         |
| 6. November 2008 – 3. Dezember 2008 4 Wochen | 4                                      | Beyoncé                                | If I Were a Boy                        | –                         |
| 4. Dezember 2008 – 17. Dezember 2008 2 Wochen | 2                                      | Danny                                  | Radio                                  | –                         |
| 18. Dezember 2008 – 15. Januar 2009 4 Wochen (insgesamt 5) | 5                                      | Kevin Borg                             | With Every Bit of Me                   | –                         |

## Alben
| ← 2007 ← | Liste der Nummer-eins-Hits in Schweden | Liste der Nummer-eins-Hits in Schweden | Liste der Nummer-eins-Hits in Schweden            | 2009 →                    |
| \| Zeitraum \| Wo. ges. \| Interpret \| Titel \| Zusätzliche Informationen \| \| (Zeitraum, Wochen auf Platz eins, Interpret, Titel, zusätzliche Informationen) \| \| \| \| \| \| ------------------------------------------------------------------------------ \| -------- \| ----------------------- \| ------------------------------------------------- \| ------------------------- \| \| 27. Dezember 2007 – 16. Januar 2008 3 Wochen \| 3 \| Marie Picasso \| The Secret \| – \| \| 17. Januar 2008 – 23. Januar 2008 1 Woche (insgesamt 3) \| 3 \| Lars Winnerbäck \| Daugava \| – \| \| 24. Januar 2008 – 30. Januar 2008 1 Woche \| 1 \| Van Morrison \| Still on Top – The Greatest Hits \| – \| \| 31. Januar 2008 – 6. Februar 2008 1 Woche (insgesamt 3) \| 3 \| Lars Winnerbäck \| Daugava \| – \| \| 7. Februar 2008 – 13. Februar 2008 1 Woche \| 1 \| Johnny Logan & Friends \| The Irish Connection \| – \| \| 14. Februar 2008 – 2. April 2008 7 Wochen \| 7 \| Eros Ramazzotti \| e² \| – \| \| 3. April 2008 – 9. April 2008 1 Woche \| 1 \| Håkan Hellström \| För sent för edelweiss \| – \| \| 10. April 2008 – 16. April 2008 1 Woche \| 1 \| In Flames \| A Sense of Purpose \| – \| \| 17. April 2008 – 23. April 2008 1 Woche (insgesamt 9) \| 9 \| Duffy \| Rockferry \| – \| \| 24. April 2008 – 30. April 2008 1 Woche \| 1 \| Sanna Nielsen \| Stronger \| – \| \| 1. Mai 2008 – 7. Mai 2008 1 Woche \| 1 \| Madonna \| Hard Candy \| – \| \| 8. Mai 2008 – 14. Mai 2008 1 Woche (insgesamt 9) \| 9 \| Duffy \| Rockferry \| – \| \| 15. Mai 2008 – 21. Mai 2008 1 Woche \| 1 \| Amanda Jenssen \| Killing My Darlings \| – \| \| 22. Mai 2008 – 28. Mai 2008 1 Woche \| 1 \| E.M.D. \| A State of Mind \| – \| \| 29. Mai 2008 – 4. Juni 2008 1 Woche (insgesamt 9) \| 9 \| Duffy \| Rockferry \| – \| \| 5. Juni 2008 – 11. Juni 2008 1 Woche \| 1 \| Lasse Stefanz \| Rallarsväng \| – \| \| 12. Juni 2008 – 18. Juni 2008 1 Woche (insgesamt 9) \| 9 \| Duffy \| Rockferry \| – \| \| 19. Juni 2008 – 9. Juli 2008 3 Wochen \| 3 \| Coldplay \| Viva la Vida or Death and All His Friends \| – \| \| 10. Juli 2008 – 13. August 2008 5 Wochen (insgesamt 9) \| 9 \| Duffy \| Rockferry \| – \| \| 14. August 2008 – 20. August 2008 1 Woche (insgesamt 2) \| 2 \| Lars Winnerbäck \| Vi var där blixten hittade ner – Live hösten 2007 \| – \| \| 21. August 2008 – 27. August 2008 1 Woche \| 1 \| Backyard Babies \| Backyard Babies \| – \| \| 28. August 2008 – 3. September 2008 1 Woche (insgesamt 2) \| 2 \| Lars Winnerbäck \| Vi var där blixten hittade ner – Live hösten 2007 \| – \| \| 4. September 2008 – 10. September 2008 1 Woche \| 1 \| Slipknot \| All Hope Is Gone \| – \| \| 11. September 2008 – 17. September 2008 1 Woche \| 1 \| Sophie Zelmani \| The Ocean and Me \| – \| \| 18. September 2008 – 15. Oktober 2008 4 Wochen \| 4 \| Metallica \| Death Magnetic \| – \| \| 16. Oktober 2008 – 22. Oktober 2008 1 Woche \| 1 \| Thorleifs \| Förälskade \| – \| \| 23. Oktober 2008 – 5. November 2008 2 Wochen (insgesamt 3) \| 3 \| AC/DC \| Black Ice \| – \| \| 6. November 2008 – 12. November 2008 1 Woche (insgesamt 2) \| 2 \| Kent \| Kent Box 1991 – 2008 \| – \| \| 13. November 2008 – 19. November 2008 1 Woche (insgesamt 3) \| 3 \| AC/DC \| Black Ice \| – \| \| 20. November 2008 – 26. November 2008 1 Woche \| 1 \| Anna Ternheim \| Leaving on a Mayday \| – \| \| 27. November 2008 – 3. Dezember 2008 1 Woche \| 1 \| Ulf Lundell \| Omaha \| – \| \| 4. Dezember 2008 – 25. Dezember 2008 3 Wochen \| 3 \| Sanna / Shirley / Sonja \| Our Christmas \| – \| \| 26. Dezember 2008 – 1. Januar 2009 1 Woche \| 1 \| Il Divo \| The Promise \| – \| |                                        |                                        |                                                   |                           |
| ← 2007 |                                        |                                        |                                                   | → 2009 →                  |
| Zeitraum | Wo. ges.                               | Interpret                              | Titel                                             | Zusätzliche Informationen |
| (Zeitraum, Wochen auf Platz eins, Interpret, Titel, zusätzliche Informationen) |                                        |                                        |                                                   |                           |
| 27. Dezember 2007 – 16. Januar 2008 3 Wochen | 3                                      | Marie Picasso                          | The Secret                                        | –                         |
| 17. Januar 2008 – 23. Januar 2008 1 Woche (insgesamt 3) | 3                                      | Lars Winnerbäck                        | Daugava                                           | –                         |
| 24. Januar 2008 – 30. Januar 2008 1 Woche | 1                                      | Van Morrison                           | Still on Top – The Greatest Hits                  | –                         |
| 31. Januar 2008 – 6. Februar 2008 1 Woche (insgesamt 3) | 3                                      | Lars Winnerbäck                        | Daugava                                           | –                         |
| 7. Februar 2008 – 13. Februar 2008 1 Woche | 1                                      | Johnny Logan & Friends                 | The Irish Connection                              | –                         |
| 14. Februar 2008 – 2. April 2008 7 Wochen | 7                                      | Eros Ramazzotti                        | e²                                                | –                         |
| 3. April 2008 – 9. April 2008 1 Woche | 1                                      | Håkan Hellström                        | För sent för edelweiss                            | –                         |
| 10. April 2008 – 16. April 2008 1 Woche | 1                                      | In Flames                              | A Sense of Purpose                                | –                         |
| 17. April 2008 – 23. April 2008 1 Woche (insgesamt 9) | 9                                      | Duffy                                  | Rockferry                                         | –                         |
| 24. April 2008 – 30. April 2008 1 Woche | 1                                      | Sanna Nielsen                          | Stronger                                          | –                         |
| 1. Mai 2008 – 7. Mai 2008 1 Woche | 1                                      | Madonna                                | Hard Candy                                        | –                         |
| 8. Mai 2008 – 14. Mai 2008 1 Woche (insgesamt 9) | 9                                      | Duffy                                  | Rockferry                                         | –                         |
| 15. Mai 2008 – 21. Mai 2008 1 Woche | 1                                      | Amanda Jenssen                         | Killing My Darlings                               | –                         |
| 22. Mai 2008 – 28. Mai 2008 1 Woche | 1                                      | E.M.D.                                 | A State of Mind                                   | –                         |
| 29. Mai 2008 – 4. Juni 2008 1 Woche (insgesamt 9) | 9                                      | Duffy                                  | Rockferry                                         | –                         |
| 5. Juni 2008 – 11. Juni 2008 1 Woche | 1                                      | Lasse Stefanz                          | Rallarsväng                                       | –                         |
| 12. Juni 2008 – 18. Juni 2008 1 Woche (insgesamt 9) | 9                                      | Duffy                                  | Rockferry                                         | –                         |
| 19. Juni 2008 – 9. Juli 2008 3 Wochen | 3                                      | Coldplay                               | Viva la Vida or Death and All His Friends         | –                         |
| 10. Juli 2008 – 13. August 2008 5 Wochen (insgesamt 9) | 9                                      | Duffy                                  | Rockferry                                         | –                         |
| 14. August 2008 – 20. August 2008 1 Woche (insgesamt 2) | 2                                      | Lars Winnerbäck                        | Vi var där blixten hittade ner – Live hösten 2007 | –                         |
| 21. August 2008 – 27. August 2008 1 Woche | 1                                      | Backyard Babies                        | Backyard Babies                                   | –                         |
| 28. August 2008 – 3. September 2008 1 Woche (insgesamt 2) | 2                                      | Lars Winnerbäck                        | Vi var där blixten hittade ner – Live hösten 2007 | –                         |
| 4. September 2008 – 10. September 2008 1 Woche | 1                                      | Slipknot                               | All Hope Is Gone                                  | –                         |
| 11. September 2008 – 17. September 2008 1 Woche | 1                                      | Sophie Zelmani                         | The Ocean and Me                                  | –                         |
| 18. September 2008 – 15. Oktober 2008 4 Wochen | 4                                      | Metallica                              | Death Magnetic                                    | –                         |
| 16. Oktober 2008 – 22. Oktober 2008 1 Woche | 1                                      | Thorleifs                              | Förälskade                                        | –                         |
| 23. Oktober 2008 – 5. November 2008 2 Wochen (insgesamt 3) | 3                                      | AC/DC                                  | Black Ice                                         | –                         |
| 6. November 2008 – 12. November 2008 1 Woche (insgesamt 2) | 2                                      | Kent                                   | Kent Box 1991 – 2008                              | –                         |
| 13. November 2008 – 19. November 2008 1 Woche (insgesamt 3) | 3                                      | AC/DC                                  | Black Ice                                         | –                         |
| 20. November 2008 – 26. November 2008 1 Woche | 1                                      | Anna Ternheim                          | Leaving on a Mayday                               | –                         |
| 27. November 2008 – 3. Dezember 2008 1 Woche | 1                                      | Ulf Lundell                            | Omaha                                             | –                         |
| 4. Dezember 2008 – 25. Dezember 2008 3 Wochen | 3                                      | Sanna / Shirley / Sonja                | Our Christmas                                     | –                         |
| 26. Dezember 2008 – 1. Januar 2009 1 Woche | 1                                      | Il Divo                                | The Promise                                       | –                         |